# Феридеј (Луизијана)
Феридеј (енгл. Ferriday) град је у америчкој савезној држави Луизијана.

## Демографија
По попису из 2010. године број становника је 3.511, што је 212 (-5,7%) становника мање него 2000. године.
| Група             | 2000.         | 2010.         |
| Белци             | 891 (23,9%)   | 539 (15,4%)   |
| Афроамериканци    | 2.788 (74,9%) | 2.928 (83,4%) |
| Азијати           | 10 (0,3%)     | 9 (0,3%)      |
| Хиспаноамериканци | 17 (0,5%)     | 9 (0,3%)      |
| Укупно            | 3.723         | 3.511         |